# Thuyền buồm tại Đại hội Thể thao Đông Nam Á 2019
Thuyền buồm tại Đại hội Thể thao Đông Nam Á năm 2019 được tổ chức từ ngày 2 đến 9 tháng 12 tại Subic Bay Yacht Club, Vịnh Subic, Philippines. Các nội dung thi đấu bao gồm các hạng mục tiêu chuẩn như Optimist, Laser Standard, Laser Radial, International 420 và International 470 dành cho cả nam, nữ và nội dung hỗn hợp, diễn ra qua nhiều chặng đua tính điểm để chọn ra nhà vô địch từng nội dung.
Đoàn thể thao Thái Lan dẫn đầu toàn đoàn môn thuyền buồm với 5 huy chương vàng, 2 huy chương bạc và 2 huy chương đồng, tiếp theo là chủ nhà Philippines giành 3 huy chương vàng, 1 huy chương bạc và 1 huy chương đồng.

## Quốc gia tham dự
- Philippines
- Thái Lan
- Singapore
- Malaysia
- Myanmar

## Bảng huy chương
| Hạng               | Đoàn               | Vàng | Bạc | Đồng | Tổng số |
| ------------------ | ------------------ | ---- | --- | ---- | ------- |
| 1                  | Thái Lan (THA)     | 5    | 2   | 2    | 9       |
| 2                  | Philippines (PHI)  | 3    | 1   | 1    | 5       |
| 3                  | Singapore (SGP)    | 1    | 5   | 0    | 6       |
| 4                  | Malaysia (MAS)     | 0    | 1   | 5    | 6       |
| 5                  | Myanmar (MYA)      | 0    | 0   | 1    | 1       |
| Tổng số (5 đơn vị) | Tổng số (5 đơn vị) | 9    | 9   | 9    | 27      |

## Tóm tắt kết quả

### Nam
| Nội dung          | Vàng                                                      | Bạc                                                          | Đồng                                                        |
| ----------------- | --------------------------------------------------------- | ------------------------------------------------------------ | ----------------------------------------------------------- |
| Optimist          | Panwa Boonnak · Thái Lan                                  | Kenan Tan · Singapore                                        | Putera Adrine Danish Puad · Malaysia                        |
| Laser standard    | Ryan Lo · Singapore                                       | Keerati Bualong · Thái Lan                                   | Khairulnizam Afendy · Malaysia                              |
| International 420 | Thái Lan · Jedtavee Yongyuennarn · Chakkaphat Wiriyakitti | Malaysia · Muhammad Fauzi Kaman Shah · Umar Al Farouk Zahawi | Philippines · Brandhon Aquino · Jericko Marbella            |
| International 470 | Philippines · Lester Tayong · Emerson Villena             | Thái Lan · Navee Thamsoontorn · Nut Butmarasri               | Malaysia · Mohamad Faizal Norizan · Ahmad Syukri Abdul Aziz |

### Nữ
| Nội dung          | Vàng                                                | Bạc                                                | Đồng                                                      |
| ----------------- | --------------------------------------------------- | -------------------------------------------------- | --------------------------------------------------------- |
| Optimist          | Noppassorn Khunboonjan · Thái Lan                   | Radiance Koh · Singapore                           | May Myat Noe Khin · Myanmar                               |
| Laser radial      | Kamolwan Chanyim · Thái Lan                         | Victoria Chan · Singapore                          | Nur Shazrin Mohd Latif · Malaysia                         |
| International 420 | Thái Lan · Chanokchon Wangsuk · Piyaporn Khemkaew · | Philippines · Gie Lyn Boyano · Coleen Jem Ferrer · | Malaysia · Nor Nabila Natasha Mohd Nazri · Poquita Yong · |

### Hỗn hợp
| Nội dung                       | Vàng | Bạc                                                                                       | Đồng |
| ------------------------------ | --- | ----------------------------------------------------------------------------------------- | --- |
| Keelboat fleet racing in FE28R | Philippines · Ridgely Balladares · Rubin Cruz Jr. · Whok Dimapilis · Richly Magsanay · Joel Mejarito · Edgar Villapaña | Singapore · Stanley Chan · Anthony Kiong · Colin Ng · Daniella Ng · Roy Tay · Xu Yuanzhen | Thái Lan · Hanphol Chavasilp · Atiwat Chomtongdee · Totsapon Mahawichean · Anusorn Ngamrit · Natthawut Paenyaem · Nutpatsorn Wachirapongsin |
| Keelboat match racing in FE28R | Philippines · Ridgely Balladares · Rubin Cruz Jr. · Whok Dimapilis · Richly Magsanay · Joel Mejarito · Edgar Villapaña | Singapore · Stanley Chan · Anthony Kiong · Colin Ng · Daniella Ng · Roy Tay · Xu Yuanzhen | Thái Lan · Hanphol Chavasilp · Atiwat Chomtongdee · Totsapon Mahawichean · Anusorn Ngamrit · Natthawut Paenyaem · Nutpatsorn Wachirapongsin |